# Riu Jiu
El riu Jiu (pronunciat en romanès: [ʒiw]; en hongarès: Zsil  [ʒil]; en alemany: Schil or Schiel; en llatí: Rabon) és un riu al sud de Romania. Es forma prop de Petroșani per la confluència de les capçaleres Jiul de Vest i Jiul de Est.
Flueix cap al sud a través dels comtats romanesos de Hunedoara, Gorj i Dolj abans de desembocar al Danubi prop de Zăval, uns quants quilòmetres aigües amunt de la ciutat búlgara de Oryahovo. Fa 339 quilòmetres de llarg, inclòs el seu naixement al riu Jiul de Vest. Té una conca de 10.080 km².
La vall de Jiu, al voltant de Petroșani i Lupeni, és la principal regió minera de carbó de Romania.

## Pobles i ciutats
Les ciutats següents estan situades al llarg del riu Jiu, des de la font fins a la desembocadura: Petroșani (Jiul de Est), Lupeni (Jiul de Vest), Bumbești-Jiu, Târgu Jiu, Turceni, Filiași, Craiova.

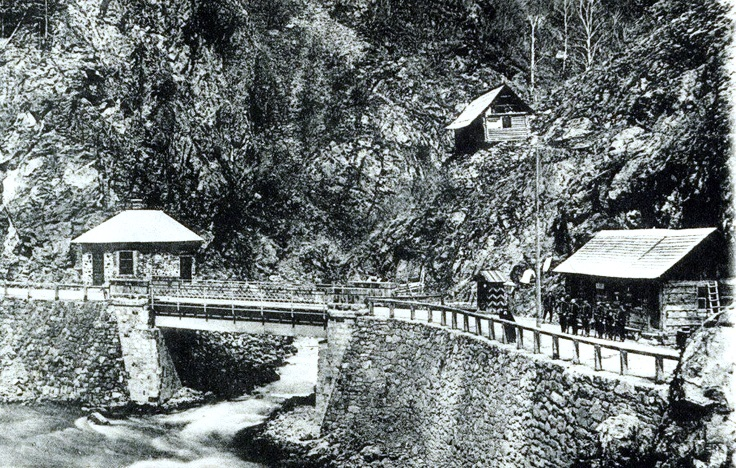
Punt de control fronterer entre Romania i Àustria-Hongria al congost de Jiu (ca. 1914)

## Afluents
Els següents rius són afluents del riu Jiu (des del naixement fins a la desembocadura):
- Esquerra: Jiul de Est, Izvor, Polatiştea, Radul, Paraul Alb, Păiuşu, Chiţiu, Sadu, Curpenoasa, Tetila, Iazu Topilelor, Hodinău, Amaradia (Gorj), Dâmbova, Cioiana, Gilort, Fratoştiţa, Carnesti, Racari, Bradesti, Amaradia (Dolj), Preajba, Lumaș, Leu, Gioroc
- Dreta: Jiul de Vest, Cândeţu, Murga mica, Murga Mare, Dumitra, Cerbănaşu, Bratcu, Porcu, Sâmbotin, Cartiu, Pietroasa, Susita (Gorj), Tismana, Timişeni, Jilt, Ceplea, Susita (Mehedinţi), Motru, Balta, Racovița, Argetoaia, Raznic, Tejac, Ulm, Prodila